# ClassicOrme
ClassicOrme è un disco del complesso musicale italiano Le Orme finito di registrare il giorno di San Valentino del 2017, come indicato nel libretto, presso lo studio di registrazione "Tiny Castle" di Mantova, ad eccezione del quintetto d'archi, registrato in presa diretta da Marco Moili allo studio "FranKlin" di Mantova, così come la batteria e le percussioni, registrate nella sala 1 del suddetto studio. Il disco nasce da un'idea del batterista Michi Dei Rossi, alla quale lavorava da vent'anni, tanto che il complesso non è praticamente presente all'interno del disco, ad eccezione del solo batterista, unico musicista delle Orme a presenziare in studio, oltre che in produzione.

## Il disco
Nato da un'idea del batterista Michi Dei Rossi, è una celebrazione della storia e della musica delle Orme in chiave sinfonica, formula, se pur in maniera differente, già provata molti anni prima negli album Florian e Piccola rapsodia dell'ape; in questo lavoro le canzoni vengono riarrangiate in chiave sinfonica e ricantate da due cantanti lirici; sono presenti gli inedito Sulle ali di un sogno e lo strumentale Aria, che oltre a chiudere il disco verranno stampati su un 45 giri, il primo dagli anni '80.
Il disco nacque grazie alla campagna di crowfunding sostenuta da alcuni fans della band.
Produttori esecutivi del disco furono il manager della band Enrico Vesco e Susanna Merlo.

## Tracce
1. Estratto da "Ciaccona" di J.S. Bach  (Johann Sebastian Bach)
2. Una dolcezza nuova  (Aldo Tagliapietra / Antonio Pagliuca)
3. Gioco di bimba  (A. Tagliapietra / A. Pagliuca)
4. Estratto strumentale 1 da "La porta chiusa"  (A. Tagliapietra / A. Pagliuca)
5. Breve immagine (A. Tagliapietra / A. Pagliuca)
6. Verità nascoste  (A. Tagliapietra / A. Pagliuca)
7. Preludio  (G. Dei Rossi / Cristiano Roversi)
8. Storia o leggenda  (A. Tagliapietra / A. Pagliuca)
9. Un angelo  (A. Tagliapietra / A. Pagliuca)
10. L'infinito  (G. Dei Rossi, Aldo Tagliapietra, Giuseppe Bassato, Michele Bon)
11. La via della seta  (musica: G. Dei Rossi, M. Bon / testo: Maurizio Monti)
12. Estratto strumentale 2 da "La porta chiusa"  (A. Tagliapietra / A. Pagliuca)
13. Estratto da "Va pensiero" di G. Verdi  (Giuseppe Verdi, Temistocle Solera)
14. Sulle ali di un sogno  (musica: G. Dei Rossi, M. Bon / testo: Maurizio Monti)
15. Aria   (G. Dei Rossi / Cristiano Roversi)

## Formazione
- Michi Dei Rossi – batteria, tabla e glockenspiel
- Marta Centurioni - voce lirica soprano
- Eero Lasoria - voce lirica tenore
- Cristiano Roversi - pianoforte, clavicembalo, organo Hammond, mellotron e sintetizzatore
- Marco Moioli - flauto traverso
- Matteo Del Miglio - trombone
- Marcus Viana - violino in 'Preludio'

## Quintetto d'archi
- 1° violino - Luca Bertazzi
- 2° violino - Flavio Bertolotti
- viola - Erica Mason
- violoncello - Ludovica Angelini
- contrabbasso - Davide Paolis

## Singoli
- Sulle ali di un sogno/Aria, Love Music